# Nevados de Palermo
Nevados de Palermo är en bergskedja i Argentina.   Den ligger i provinsen Salta, i den norra delen av landet, 1 300 km nordväst om huvudstaden Buenos Aires.
Trakten runt Nevados de Palermo består i huvudsak av gräsmarker. Runt Nevados de Palermo är det mycket glesbefolkat, med 2 invånare per kvadratkilometer.